# Nataliia Chmutina
Nataliia Chmutina (en ucraniano: Наталія Чмутіна; Kiev, 18 de diciembre de 1912 – Kiev, 8 de noviembre de 2005) fue una arquitecta y académica ucraniana. Miembro del Sindicato Nacional de Arquitectos de Ucrania, y miembro honoraria de la Academia de Arquitectura de Ucrania.

## Biografía
Nataliia Chmutina nació en 1912 en Kiev. Entre 1918 y 1926, vivió con su abuela en Aramil (actual Óblast de Sverdlovsk, Rusia), donde realizó su educación secundaria. Más tarde, realizó cursos de lengua extranjera, y dibujo.
Entre 1930 y 1936, estudió en la Facultad de Arquitectura del Instituto de Ingeniería Civil de Kiev, en el estudio de arquitecto Volodymyr Zabolotny. En 1936, como parte del equipo de  Zabolotny, participó en una competencia por el proyecto de la Sala de Conferencias del edificio Verkhovna Rada (actual sede el Parlamento ucraniano), siendo ella la ganadora del evento.
Entre 1938 y 1941,  trabajó como arquitecta del Departamento de Construcción Capital de la Planta de Reparación de Aeronaves N° 43 en Kiev. 
Entre 1941 y 1944, durante la evacuación, trabajó en las ciudades de Aramil, Ivánovo y Moscú. Poco después de la liberación de Kiev, Chmutina volvió a Kiev.
Entre 1946 y 1999, impartió clases en la Academia de Artes Visuales y Arquitectura. En 1952, se convirtió mujer en recibir el título de Candidato de Arquitectura de la Unión Soviética.
Hablaba fluidamente francés y alemán, y en 1965 habló en París en el VIII Congreso de la Unión Internacional de Arquitectos.

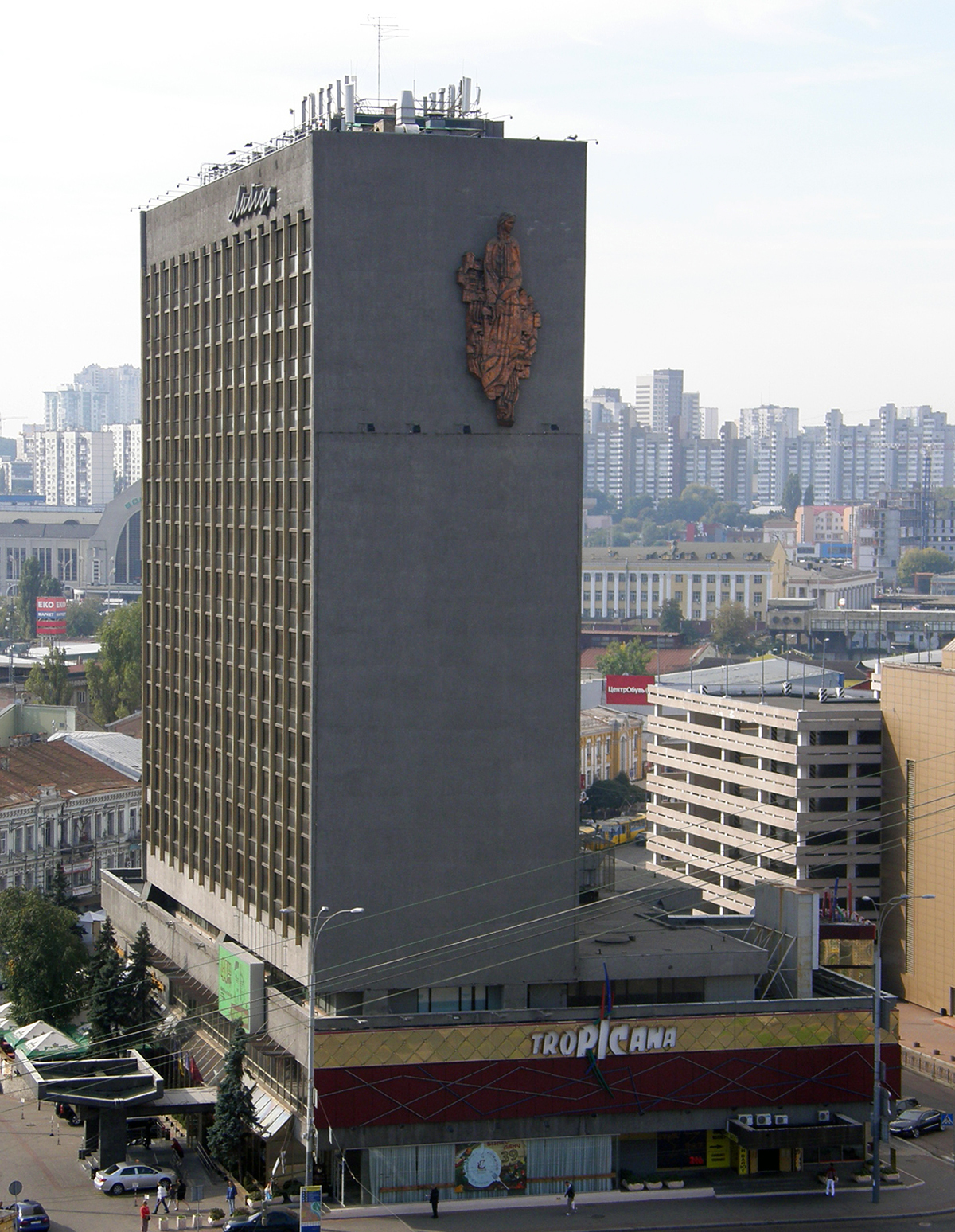
Hotel "Lybid"

Chmuti falleció en 2005, a los 92 años. En 2012, en conmemoración del centenario de su natalicio, se instaló una placa conmemorativa en su residencia en la calle Volodymyrska 22, Kiev.

## Principales obras
- Restaurante "Riviera" en Kiev (1936-1937)
- La sede de la Rada Suprema de la República Socialista Soviética de Ucrania, ubicado en la Calle Hrushevsky (1936-1939).
- Fábrica de algodón en Armavir (en evacuación, 1942)
- Restauración de la sede de la Rada Suprema.
- Hotel Intourist en Kiev (1952-1956)
- Sede de las Unión de Sociedades de Consumidores ("Ukoopspilka") en Kiev (1957-1964)
- Hotel Dnipro en la Plaza Europea en Kiev (1959-1964)
- Hotel "Tarasova Gora" en Kániv (1962)
- Tienda muebles "Hogar de Muebles" en Kiev (1963-1967)
- Hotel "Lybid", ubicado en la Plaza Europea en Kiev (1965-1970)